# Anatinellidae
Famille
Genres de rang inférieur
- Anatinella

Les Anatinellidae sont une famille de mollusques bivalves marins.

## Liste des genres
Selon World Register of Marine Species (1 juin 2016) :
- genre Anatinella G.B Sowerby II, 1833

Selon ITIS (1 juin 2016) :
- genre Anatinella G.B. Sowerby I in G.B. Sowerby I and J.C. Sowerby, 1933